# Druelle
Druelle korábbi község Franciaország Okcitánia régiójában, Aveyron megyében. Lakosainak száma 2512 fő (2017. január 1.). Druelle Balsac, Baraqueville, Clairvaux-d’Aveyron, Luc-la-Primaube, Moyrazès, Olemps, Onet-le-Château és Rodez községekkel határos.
2017. január 1-jén Balsac korábbi községgel egyesült és az így létrejött Druelle Balsac új község része lett.

## Népesség
A település népessége az elmúlt években az alábbi módon változott:
| Lakosok száma | 905  | 958  | 1221 | 1420 | 1685 | 1996 | 2137 | 2388 | 3168 | 2512 |
|               | 1968 | 1975 | 1982 | 1990 | 1999 | 2011 | 2013 | 2015 | 2016 | 2017 |